# Памятники Герцену и Огарёву на Моховой улице
Памятники А. И. Герцену и Н. П. Огарёву установлены в Москве на Моховой улице напротив старого здания МГУ (ул. Моховая, д. 11) и составляют единый ансамбль. Открыты в 1922 году. Авторы памятников — скульптор Н. А. Андреев и архитектор В. Д. Кокорин.

## История
В августе 1919 года скульптору Н. А. Андрееву было поручено изготовить памятник демократу, философу и публицисту А. И. Герцену к 50-летию со дня его смерти. Этот памятник предполагалось установить 20 января 1920 года перед зданием МГУ. Поскольку памятник изначально планировалось установить на месте недавно отреставрированной решётки, этому воспротивился Наркомпрос. Тогда Андреев предложил сделать два памятника — Герцену и Огарёву, расположив их в глубине сквера по обеим сторонам от входа. Отведённые на работу сроки были очень сжатыми, поэтому Н. А. Андреев привлёк в помощь своего брата, скульптора В. А. Андреева. Однако даже вдвоём им не удалось уложиться в срок, и в январе 1920 года состоялась только закладка памятников. Открыты памятники были только 10 декабря 1922 года в рамках ленинского плана монументальной пропаганды.

## Описание
Памятники изготовлены из бетона с мраморной крошкой. А. И. Герцен изображён стоящим в полный рост со скрещёнными на груди руками. На правом плече у него плащ, ниспадающий декоративными складками. Н. П. Огарев изображён во весь рост с крылаткой, перекинутой через согнутую правую руку.
Искусствовед Н. Д. Соболевский писал:
Расположив памятники ближе к боковым крыльям фасада так, что их можно рассматривать в основном с трёх точек: с фаса и правого и левого профилей, художник избежал излишней декоративной „приданности“ монументов зданию, включив их в общий ансамбль как самостоятельные компоненты. Некоторая „левизна“ в трактовке идентичных постаментов ещё более усиливает самостоятельность монументов.
Кроме этого парного памятника, в Москве существует более поздний памятник Герцену на Тверском бульваре, а также памятник клятве Герцена и Огарёва на Воробьёвых горах.